# Marco Scardigli
Marco Scardigli (Novara, 11 maggio 1959) è un saggista e scrittore italiano.

## Biografia
Ha insegnato a contratto storia coloniale presso l'Università di Pavia. Le sue opere principali di questo periodo riguardano la storia militare ed in particolare la storia della guerra, delle battaglie e della cultura bellica. Dal 2016 ha cominciato anche a pubblicare romanzi.

## Opere

### La storia delle battaglie d'Italia
I tre volumi La lancia, il gladio, il cavallo, (Arnoldo Mondadori Editore), Le battaglie dei cavalieri, (Arnoldo Mondadori Editore) e Cavalieri, mercenari e cannoni, (Arnoldo Mondadori Editore - Premio Italia Medievale 2015) rappresentano un tentativo di ricostruire la storia delle guerre avvenute nella penisola dalle origini fino all’avvento delle armi da fuoco, analizzate sia sotto il profilo storico-tecnico, sia per i risvolti socio-culturali.

### Altri scritti storici
Le battaglie del Risorgimento, (Rizzoli) ripercorre le vicende militari dell’Unità d’Italia dalla battaglia di Tolentino del 1815 fino alla presa di Porta Pia. La ricostruzione mette in luce l’esistenza di due movimenti risorgimentali profondamente differenti e spesso antagonisti: uno monarchico e uno democratico.
Lo scrittoio del generale. La romanzesca epopea risorgimentale del generale Govone, (UTET) narra la vita e le opere del generale Giuseppe Govone, uno dei protagonisti dell'unificazione nazionale italiana, ricostruite attingendo a centinaia di lettere inedite.
Viaggio nella terra dei morti. La vita dei soldati nelle trincee della Grande Guerra (UTET) è la ricostruzione della quotidianità al fronte italiano ottenuta assemblando testimonianze di tutti i tipi, soprattutto lettere, diari e libri.
Le armi del diavolo. Anatomia di una battaglia. Pavia, 24 febbraio 1525 (UTET) rappresenta un tentativo fatto con Andrea Santangelo di superare la dicotomia abituale fra saggio e narrativa e ricostruire la battaglia di Pavia attraverso gli occhi di sei personaggi inventati: un cavaliere scozzese, una vivandiera dei lanzichenecchi, un archibugiere spagnolo, una nobildonna pavese, un artigliere ferrarese, un mercenario di Giovanni dalle Bande Nere. La somma dei racconti dà lo svolgimento degli scontri e introduce i principali temi storici di quell’evento. Una corposa parte di note serve come approfondimento storico di quanto descritto nella parte narrata.
Il braccio indigeno. Ascari, irregolari e bande nella conquista dell’Eritrea 1885-1911, Franco Angeli è una storia degli Àscari, i reparti di colore delle truppe coloniali italiane.
Il viaggiatore di battaglie (UTET) è il racconto dei viaggi per i campi di battaglia d'Italia, dall'antichità fino alla seconda guerra mondiale, fatti per scrivere i libri di storia militare. Agli itinerari geografici si sovrappongono le riflessioni sulla memoria storica, soprattutto riguardo agli avvenimenti formativi dell'identità nazionale - il Risorgimento e le due guerre mondiali - e su come spesso si assista allo scontro tra realtà storica, celebrazione e mitizzazione.
L'ora di storia - Sessanta minuti per riflettere su passato e presente (e anche futuro), rivolto soprattutto alla scuola, affronta il problema del ruolo e della rilevanza della storia in Italia.

### Narrativa
Alla fine del Novecento sono usciti due romanzi: Pete Rhoner e il mistero delle code di lucertola, (Sperling & Kupfer) un giallo comico-demenziale e Lilibum, (Liber) un romanzo-favola scritto con Roberto Viglino.
Del 2016 è Celestina. Il mistero del volto dipinto (Mondadori. Nuova edizione Interlinea 2024). La vicenda trae spunto da un fatto veramente accaduto a Novara nel 1902: l’uccisione di una prostituta di alto bordo ritrovata col volto dipinto di nero.
Nel 2018 esce Evelyne. Il mistero della donna francese (Interlinea, Novara) la seconda avventura dei protagonisti della Celestina: Marchini, Stoffel ed Ernestina. Ambientato nel 1904 racconta di una bellissima signora francese che giunge tutta sola a Novara. Ha vinto il Premio Selezione Bancarella ed è stato selezionato tra i sei finalisti del premio Bancarella 2019. Il 21 luglio 2019 si è piazzato al secondo posto in tale premio.
Nel 2020 esce Tina e il mistero dei pirati di città (Interlinea, Novara) in cui Marchini ed Ernestina si trovano a fronteggiare dei malviventi che si ispirano ai pirati della Malesia di Emilio Salgari.
Nel 2021 viene pubblicato Sibil (Rizzoli, Milano) che ha come protagonista una ragazza capace di entrare in qualsiasi dispositivo digitale. La trama racconta la storia di questa giovane, aggregata come risorsa segreta a una squadra della Guardia di Finanza formata da tre donne.
Nel 2022 esce Dada. Il mistero dei topi di teatro in cui Tina e Marchini, diventati benestanti, devono affrontare lo scandalo di ritratti osé di alcune ragazze di buona famiglia, carpiti durante gli spettacoli del teatro cittadino. 
Nel 2025 esce Storia di un memorabile perdente, Due vite e tre morti di Luciano Manara, patriota che ricostruisce la vicenda ottocentesca di Luciano Manara  e dei suoi amici, dall’entusiasmo delle Cinque Giornate di Milano alla tragedia della Repubblica Romana, passando per i campi sfortunati della prima guerra d’indipendenza.

### Altre pubblicazioni
Sulla cucina: La golosa erudizione, una raccolta di aneddoti, aforismi e cultura varia. Nel 2019 ha pubblicato assieme a Roberto Sbaratto il libro Sorsi: come farsi una cultura alcolica (Interlinea), una raccolta di citazioni organizzate a formare una sorta di discorso sulla cultura, la filosofia e il piacere del bere, del vino e degli altri alcolici.
Giocare è una cosa seria, scritto a quattro mani con Maurizio Stangalino, neuropsichiatra infantile, indaga le virtù del "gioco libero", quello senza controlli e senza manuali d'istruzioni, e come questo sia fondamentale per prepararsi alla vita adulta.

### Teatro
Nel 2017, con Roberto Sbaratto, ha scritto La guerra del professore, una riflessione sul confine tra memoria e celebrazione della Grande Guerra. Sempre con Roberto Sbaratto e sempre sulla Prima guerra mondiale ha realizzato Racconto di una Guerra Grande, una conferenza spettacolo di ricostruzione e ragionamento della guerra di trincea con citazioni, poesie, lettere e canzoni.
La coppia Sbaratto-Scardigli ha anche realizzato Sorsi: come farsi una cultura alcolica e Morsi: come farsi una cultura gastronomica sempre con la formula della conferenza-spettacolo.

## Opere

### Storia della guerra e delle battaglie
- Il braccio indigeno. Ascari, irregolari e bande nella conquista dell’Eritrea 1885-1911, Franco Angeli, Milano, 1996
- Diario della seconda guerra mondiale (collaborazione), De Agostini, Novara, 1996
- Lo scrittoio del generale. La romanzesca epopea risorgimentale del generale Govone, UTET, Torino, 2006
- Alfonso Lamarmora e il suo tempo e Gli ascari e la nascita della Colonia eritrea in Gli Italiani in guerra, UTET Grandi Opere, 2008, direttore scientifico Mario Isnenghi
- La lancia, il gladio, il cavallo. Uomini, armi e idee nelle battaglie dell'Italia antica, Arnoldo Mondadori Editore, Milano, 2010, ISBN 978-88-04-60071-8
- Le grandi battaglie del Risorgimento, Rizzoli, Milano, 2010 (riedito Corriere della Sera, 2019), ISBN 978-88-17-04611-4
- Le battaglie dei cavalieri. L'arte della guerra nell'Italia medievale, Arnoldo Mondadori Editore, Milano, 2012, ISBN 978-88-04-61898-0
- Cavalieri, mercenari e cannoni. L'arte della guerra nell'Italia del Rinascimento, Arnoldo Mondadori Editore, Milano, 2014 (Premio Italia Medievale 2015), ISBN 978-88-04-64395-1
- Viaggio nella terra dei morti. La vita dei soldati nelle trincee della Grande Guerra, UTET DeAgostini libri, Novara, 2014, ISBN 978-88-511-2359-8
- Le armi del diavolo. Anatomia di una battaglia. Pavia, 24 febbraio 1525, con Andrea Santangelo, UTET DeAgostini libri, Novara, 2015, ISBN 978-88-511-3489-1
- Guerre d’indipendenza in Italia (a cura di Marco Scardigli), collana Grandangolo – Le guerre nella storia, RCS Mediagroup, 2016, ISSN 1828-0501
- Il viaggiatore di battaglie. Sulle tracce delle piccole e grandi guerre combattute in Italia, UTET, DeA Planeta Libri, Milano, 2017, ISBN 978-88-511-4456-2
- L'ora di storia - Sessanta minuti per riflettere su passato e presente (e anche futuro), Gaspari ed., Udine, 2019

### Narrativa
- Il mistero delle code di lucertola, Sperling & Kupfer, Milano, 1996
- Lilibum, Liber International, Pavia, 1996, ISBN 88-8004-044-8
- Celestina. Il mistero del volto dipinto, Arnoldo Mondadori Editore, Milano 2016, ISBN 978-88-04-66021-7. Nuova edizione Interlinea, Novara, 2024, ISBN 978-88-6857-598-4
- Evelyne. Il mistero della donna francese, Interlinea, Novara, 2018 (Premio Selezione Bancarella 2018), ISBN 978-88-6857-176-4
- Tina e il mistero dei pirati di città, Interlinea, Novara, 2020, ISBN 978-88-6857-352-2
- Sibil, Rizzoli, Milano, 2021, ISBN 978-88-17-14814-6
- Dada. Il mistero dei topi di teatro, Interlinea, Novara, 2022, ISBN 978-88-6857-480-2

### Varie
- Vivono fra noi? Materiali di lavoro per l'analisi della stampa quotidiana italiana sull'immigrazione africana, Università di Pavia, Med-Campus, 1994
- La golosa erudizione. Aforismi e aneddoti, citazioni e riflessioni da spendere a tavola e in cucina, Liber internazionale, Pavia, 1994 ISBN 88-8004-022-7
- Italia e Africa, un posto al sole, in AA.VV., Dentro e Fuori la globalizzazione, strumenti per l'educazione allo sviluppo e alla cooperazione popolare, CISPI, Milano, 1999
- Sorsi: come farsi una cultura alcolica (con Roberto Sbaratto), Interlinea, Novara, 2019
- Giocare è una cosa seria (con Maurizio Stangalino), Interlinea, Novara, 2024, ISBN 978-88-6857-503-8

### Teatro
- La guerra del Professore, scritto con Roberto Sbaratto, Regia di Roberto Sbaratto, con Roberto Sbaratto, Gliulia Cailotto, Andreapietro Anselmi, Chiara Petruzzelli (2017). Nuova versione con anche Mariano Arenella (2018)
- Sorsi: come farsi una cultura alcolica con Roberto Sbaratto. Luigi Ranghino al piano (2017)
- Morsi: come farsi una cultura gastronomica con Roberto Sbaratto. Luigi Ranghino al piano (2018)
- Racconto di una Guerra Grande con Roberto Sbaratto. Giampaolo Guercio fisarmonica (2018)
- Storie da non dire con Roberto Sbaratto. Giampaolo Guercio fisarmonica. Cinzia Ordine immagini (2022)

| Controllo di autorità | VIAF (EN) 44530963 · ISNI (EN) 0000 0000 7843 0562 · SBN MILV127913 · LCCN (EN) nr97021161 · GND (DE) 141212675 · BNF (FR) cb14502338k (data) |